# Archäologisches Museum Olympia

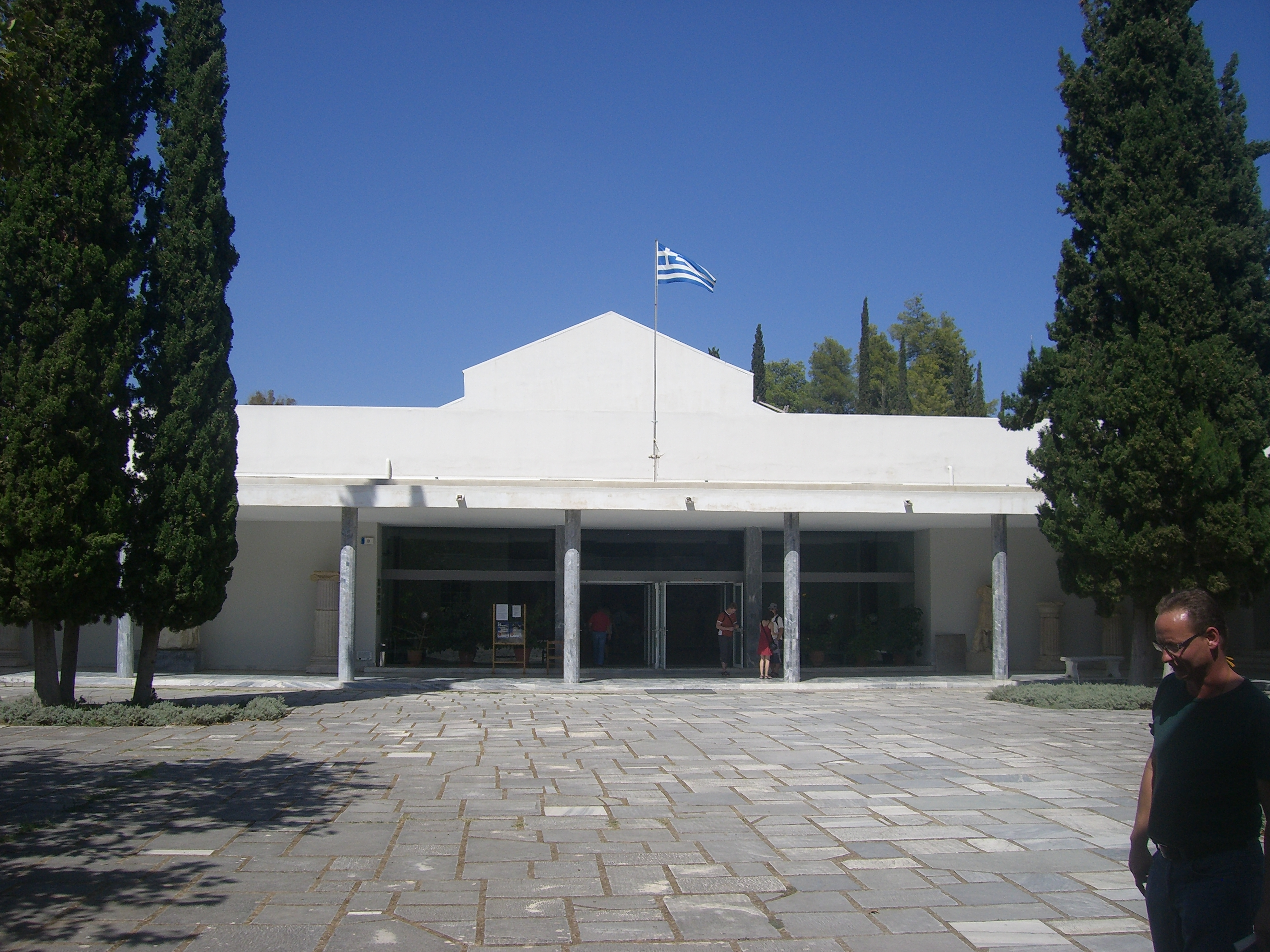
Eingangsbereich

Das Archäologische Museum (griechisch Αρχαιολογικό Μουσείο Ολυμπίας Archeologiko Musio Olympias) in Olympia ist eines der bedeutendsten Museen Griechenlands.

## Gebäude

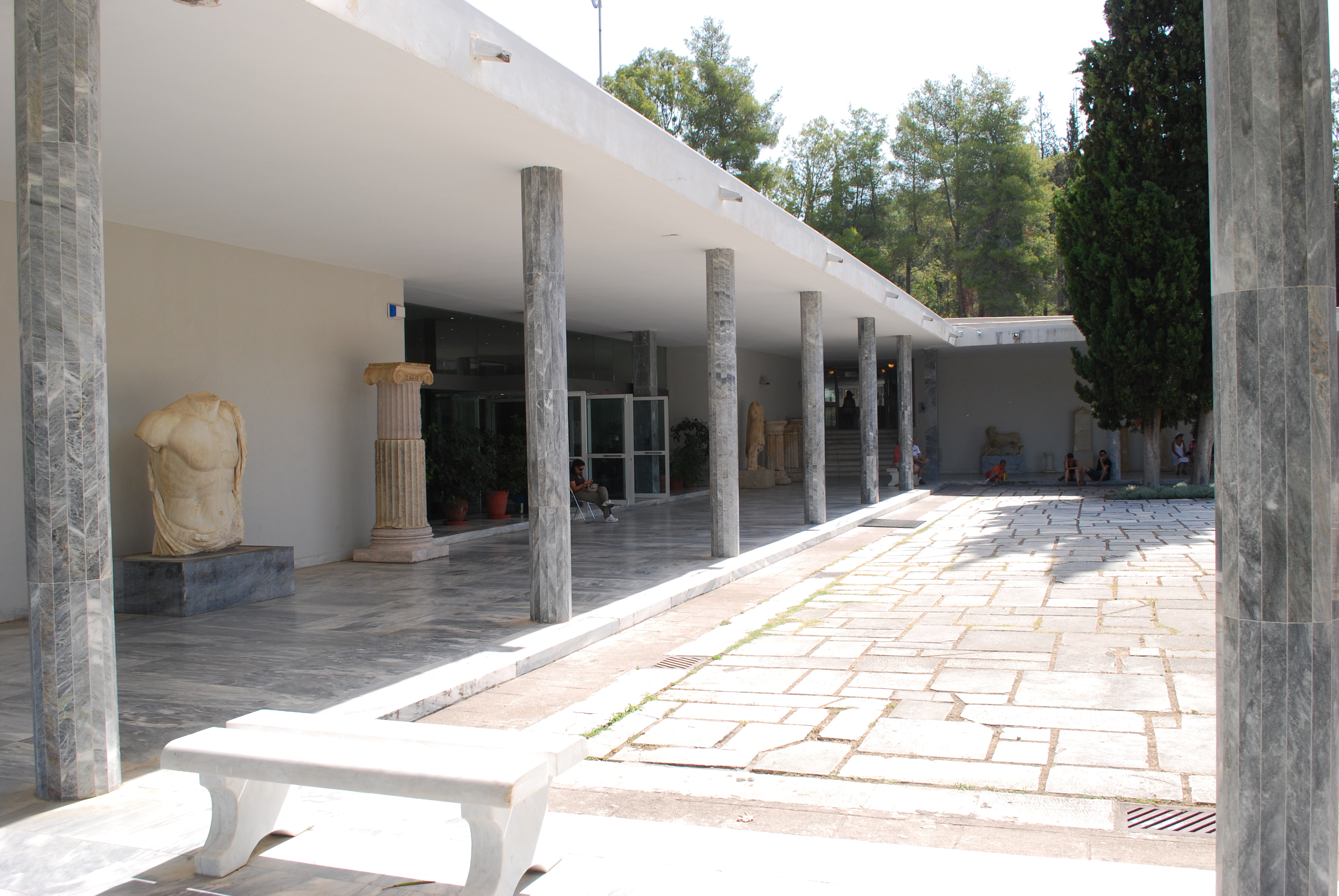
Das Gebäude präsentiert sich weitestgehend im Originalzustand

Plan des Museums

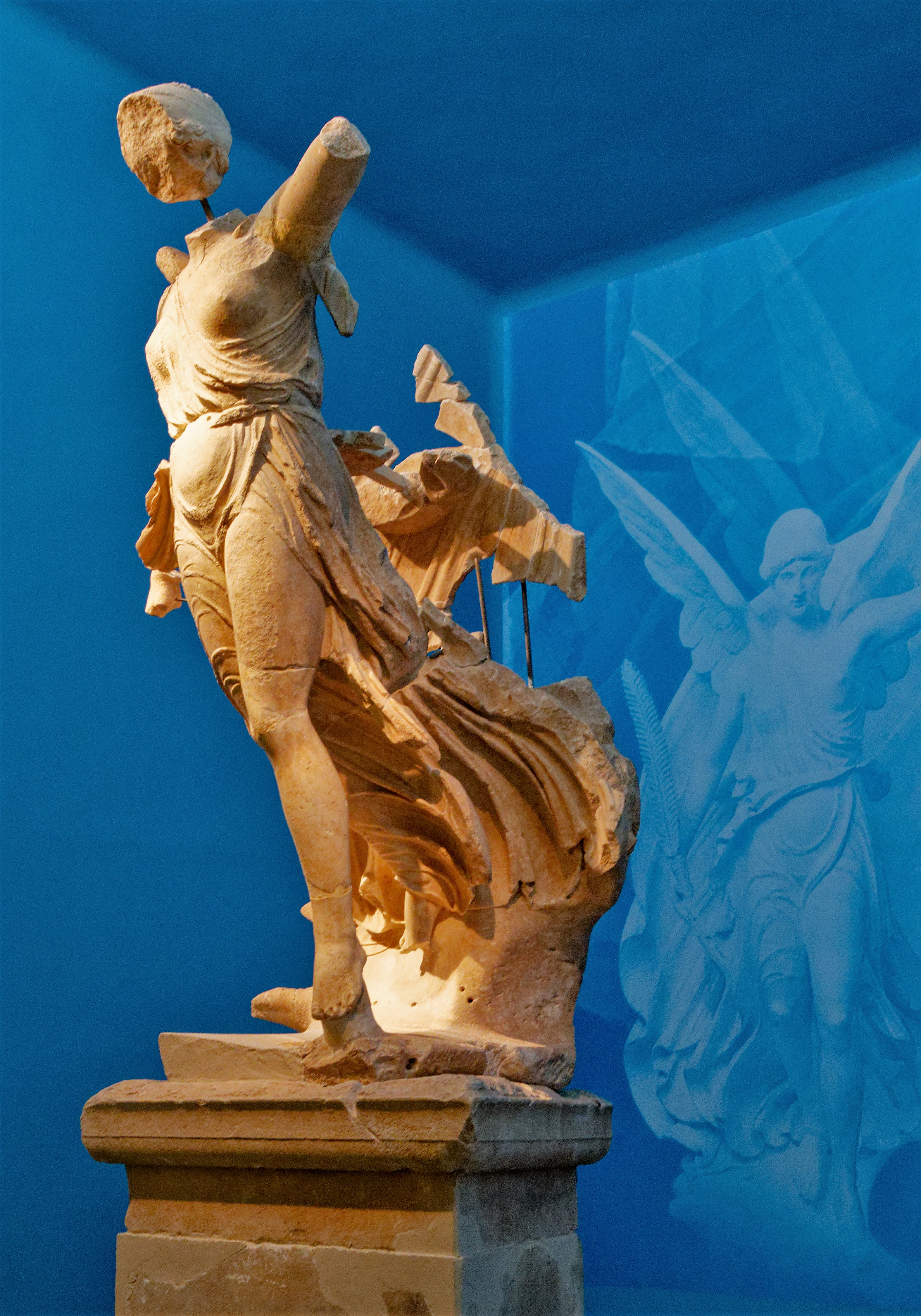
Nike des Paionios

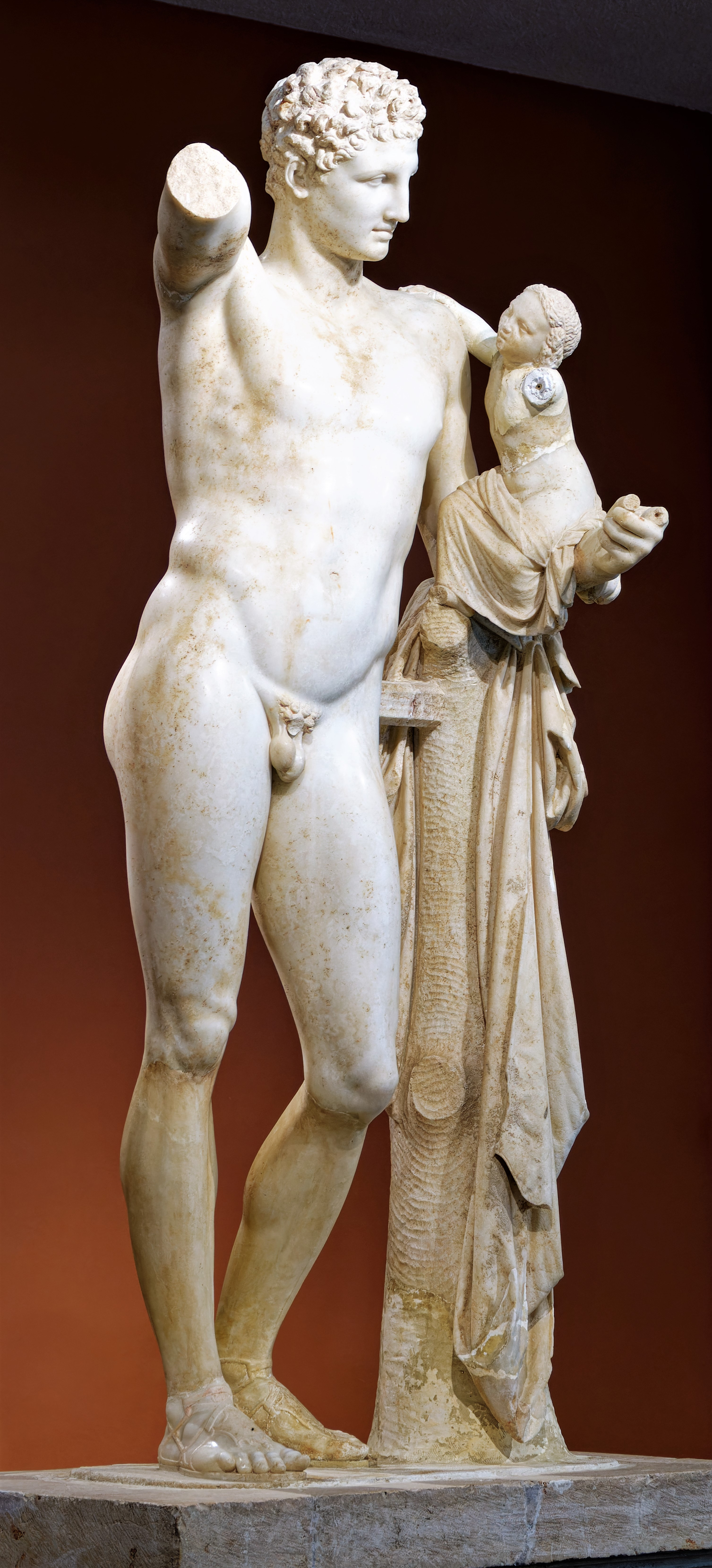
Hermes des Praxiteles

Es befand sich ursprünglich im klassizistischen Syngreion, das heute das Museum der Geschichte der antiken Olympischen Spiele beherbergt. Die große Anzahl neuer bedeutender Funde machten die Neuplanung eines Museums notwendig. Das Gebäude verfügte über keine Erweiterungsmöglichkeit, ein Abriss oder ein Umzug schien unabdingbar.
1966 wurde ein neues Gebäude durch den Architekten Patroklos Karantinos entworfen und bis 1975 fertiggestellt. Seit 1982 besteht es in der aktuellen Form, 2003 wurde es renoviert. Die Architektur steht gestalterisch mit aufwendigen Materialien wie Cippolino-Marmor und modernen Baumethoden in der Tradition einer materialistischen Moderne, andererseits wurde Erfordernissen wie konservatorische bedingungen und Besucherzahlen Rechnung getragen. Die Sammlung wird in zehn Sälen im Uhrzeigersinn weitgehend chronologisch geordnet präsentiert.

## Exponate
Saal 1 ist der geometrischen Epoche gewidmet und zeigt u. a. frühe Figuren im Bronzeguss. In Saal 2 sind weitere Bronzefiguren aus der geometrischen und der archaischen Zeit ausgestellt, ferner der Akroter des Heratempels, an dem noch alte Farbspuren zu erkennen sind. Der dritte Saal enthält eine Rekonstruktion eines Teils des Schatzhauses von Megara sowie den einzigen bekannten erhaltenen antiken Bronzerammbock. Im vierten Saal werden u. a. der Helm des Miltiades sowie der Becher des Phidias gezeigt.
Der Mittelsaal enthält die Giebelskulpturen des Zeustempels. Der Ostgiebel zeigt das Wagenrennen zwischen Pelops und Oinomaos, der Westgiebel den Kampf zwischen den Lapithen und Kentauren (Kentauromachie). An den Schmalseiten dieses Saales sind die Metopen des Tempels ausgestellt, die die zwölf Arbeiten des Herakles darstellen.
Saal 6 ist der Nike des Paionios gewidmet. Diese etwa drei Meter hohe Marmorfigur stand ursprünglich auf einem Sockel von etwa acht Metern Höhe vor dem Zeustempel.
In Saal 7 befindet sich der Hermes des Praxiteles. Diese Statue stammt aus der Zeit um 330 v. Chr. und zeigt den nackten Gott Hermes, der den kleinen Dionysosknaben auf dem Arm hält.
In den beiden letzten Sälen befinden sich Statuen aus römischer Zeit; hervorzuheben ist das Standbild eines Stiers aus dem Nymphäum des Herodes Atticus.

## Galerie

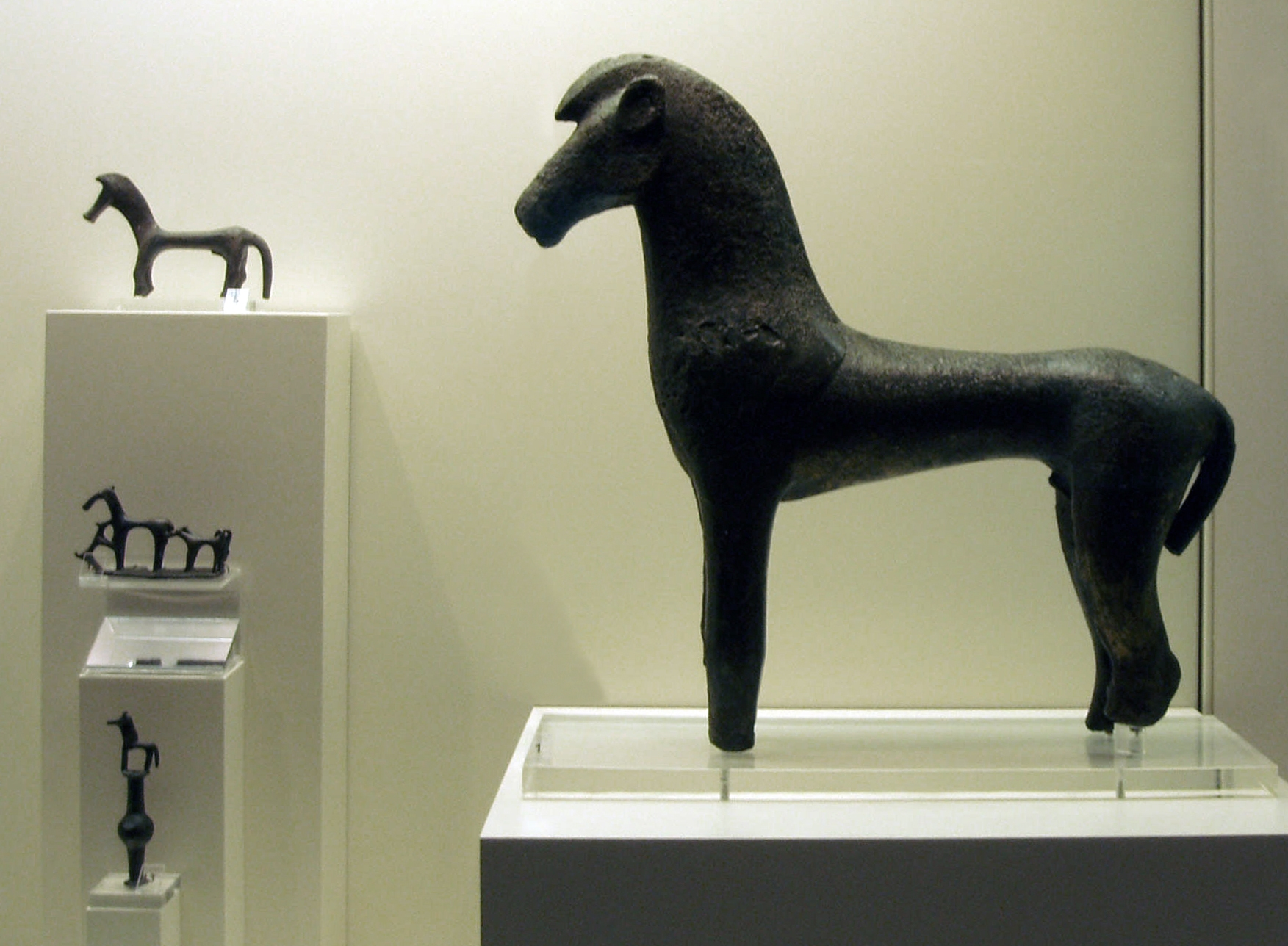
Bronzepferd der frühen Zeit
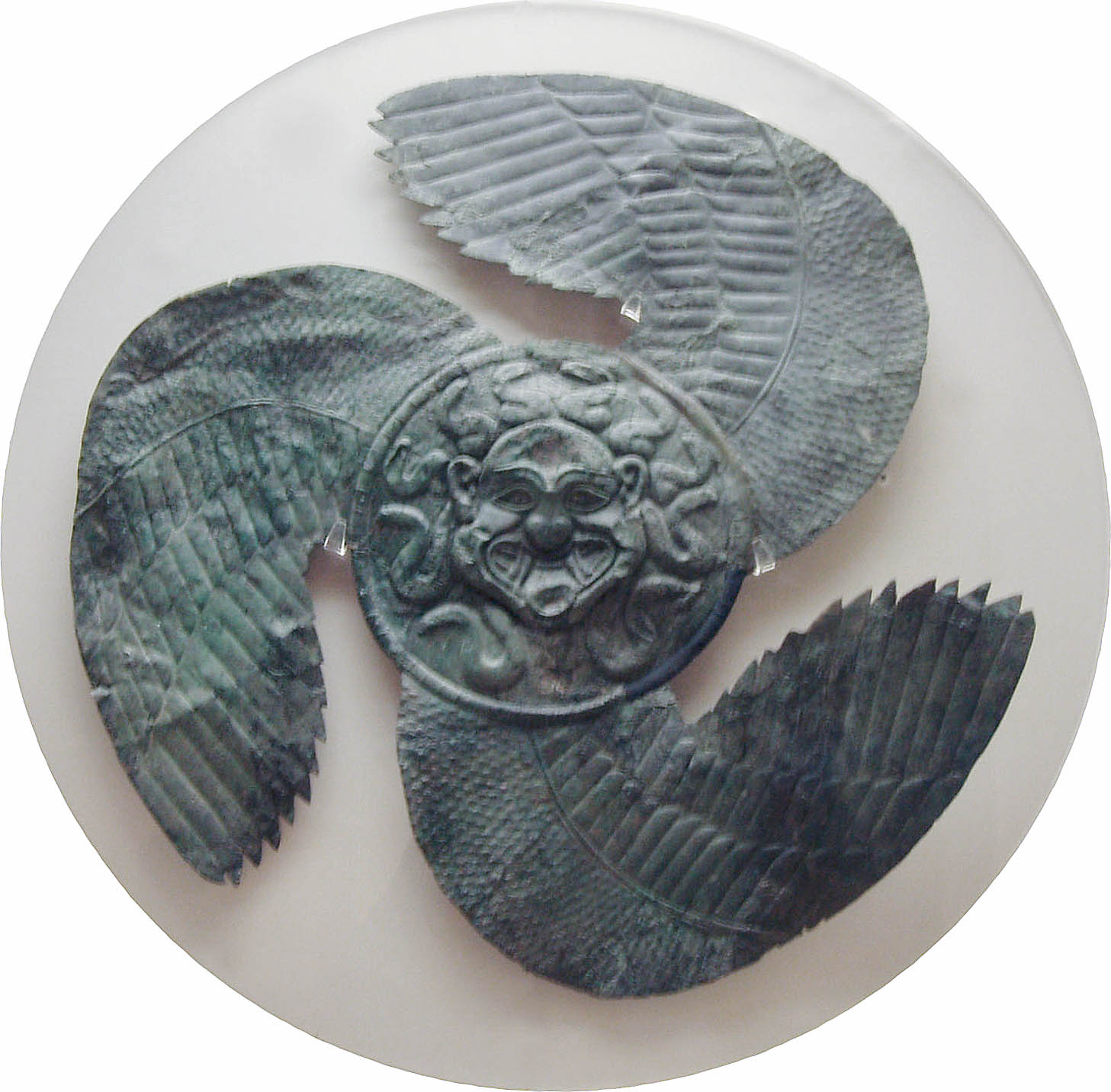
Geflügeltes Gorgoneion, Schildzeichen aus der 1. Hälfte des 6. Jahrhunderts v. Chr.
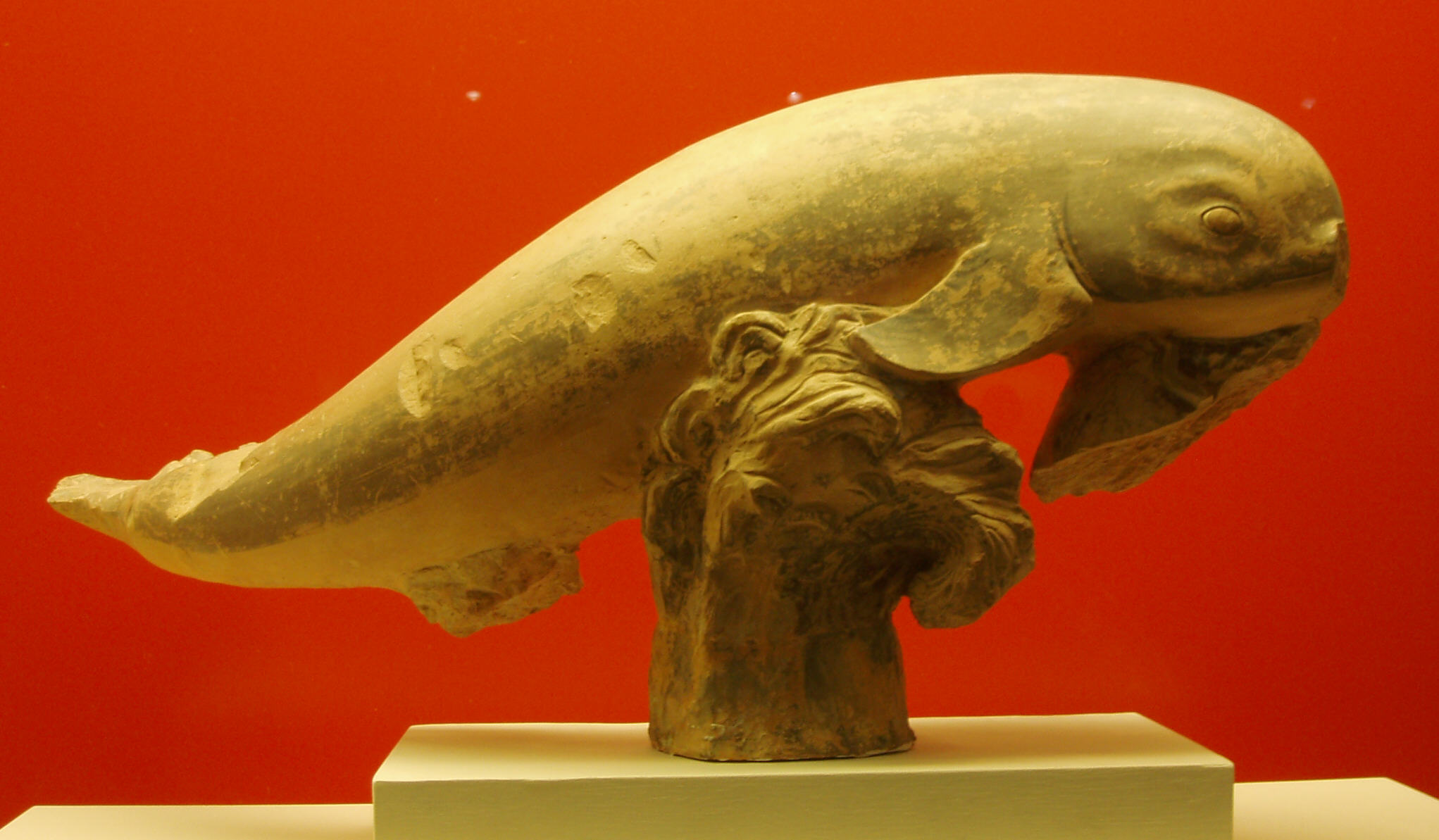
Darstellung eines Delphins
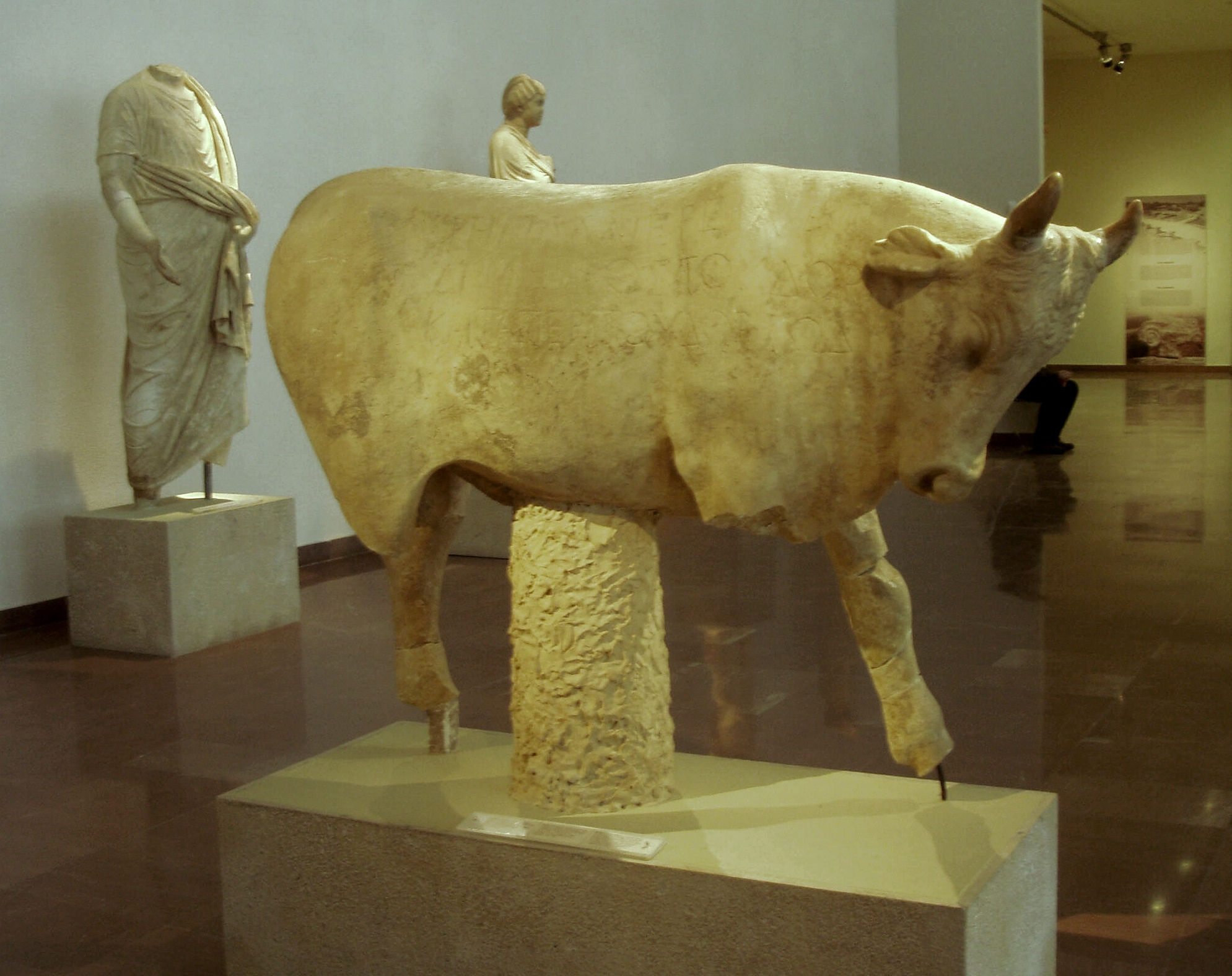
Der Stier aus dem Nymphäum des Herodes Atticus
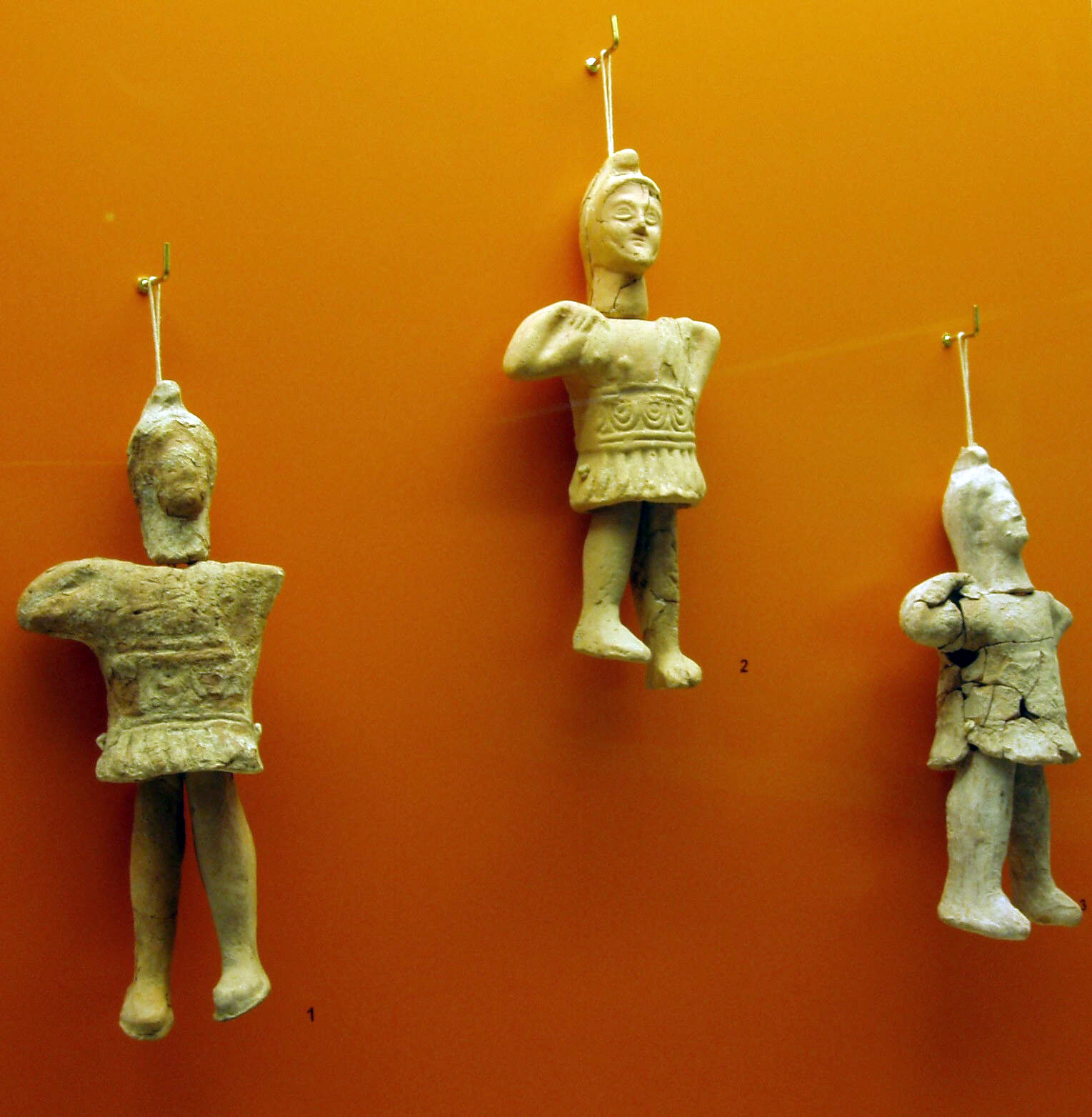
Spielzeugfiguren mit beweglichen Beinen
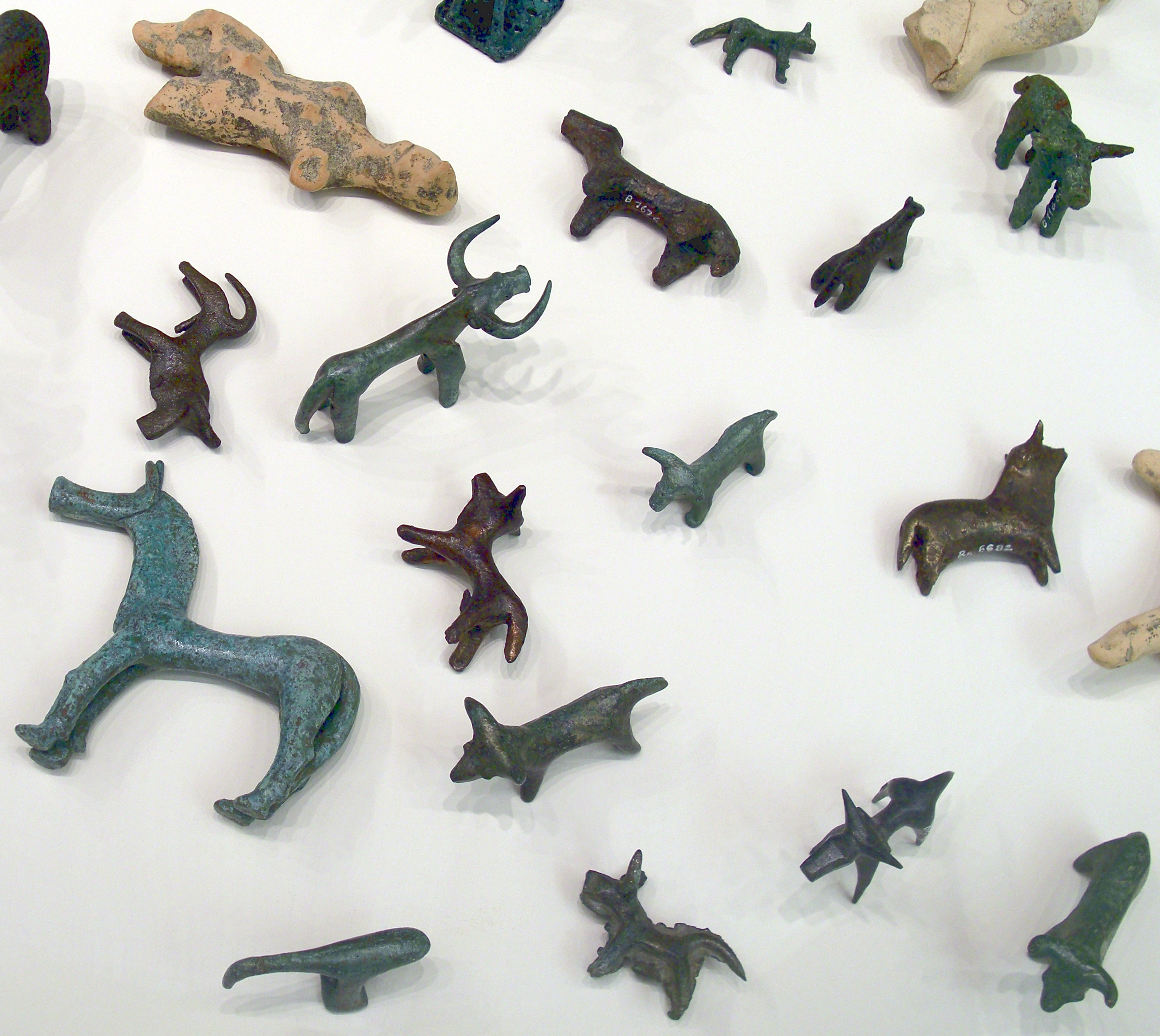
Votivgaben, Bronzefigurinen
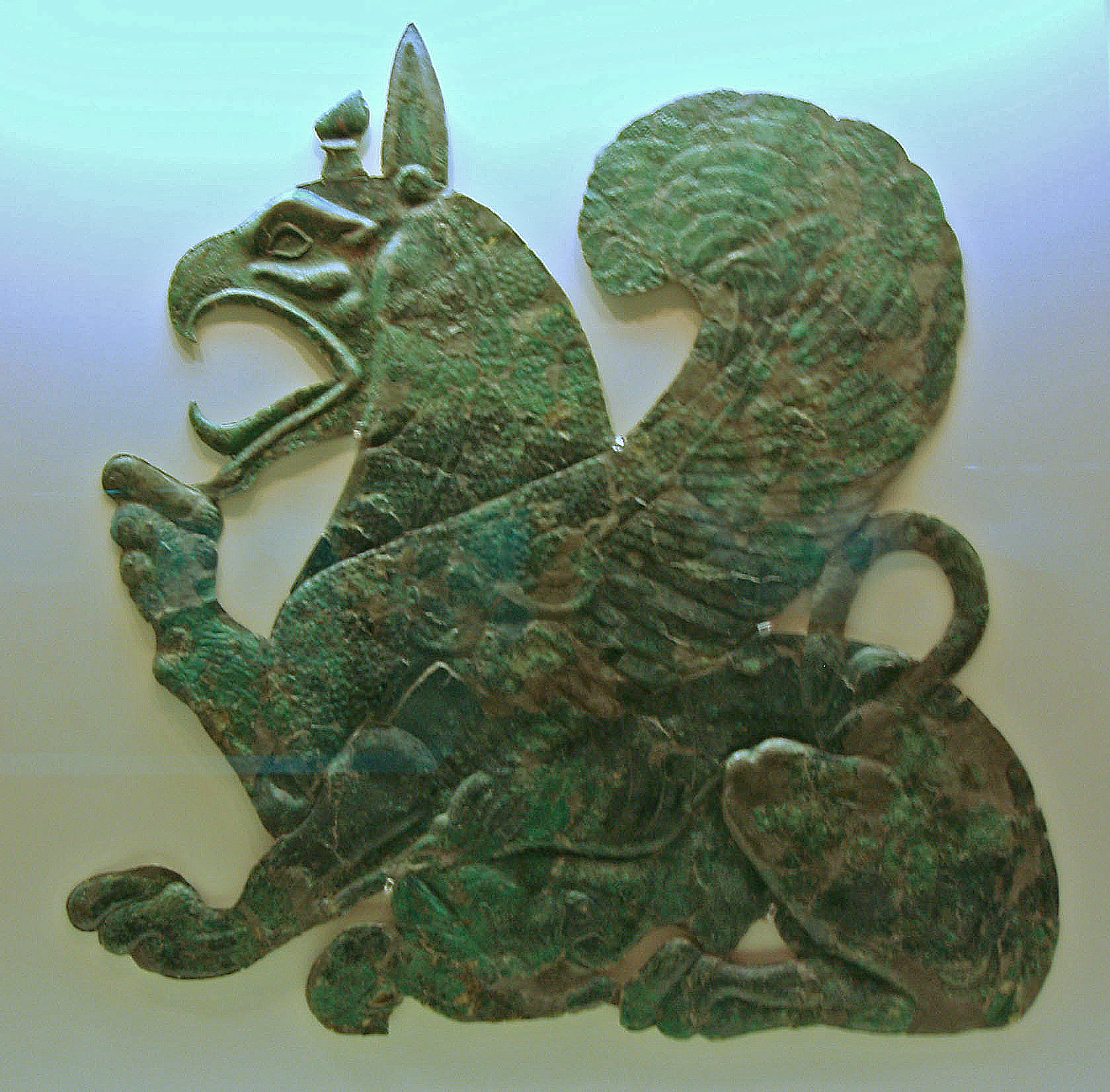
Darstellung einer säugenden Greifin
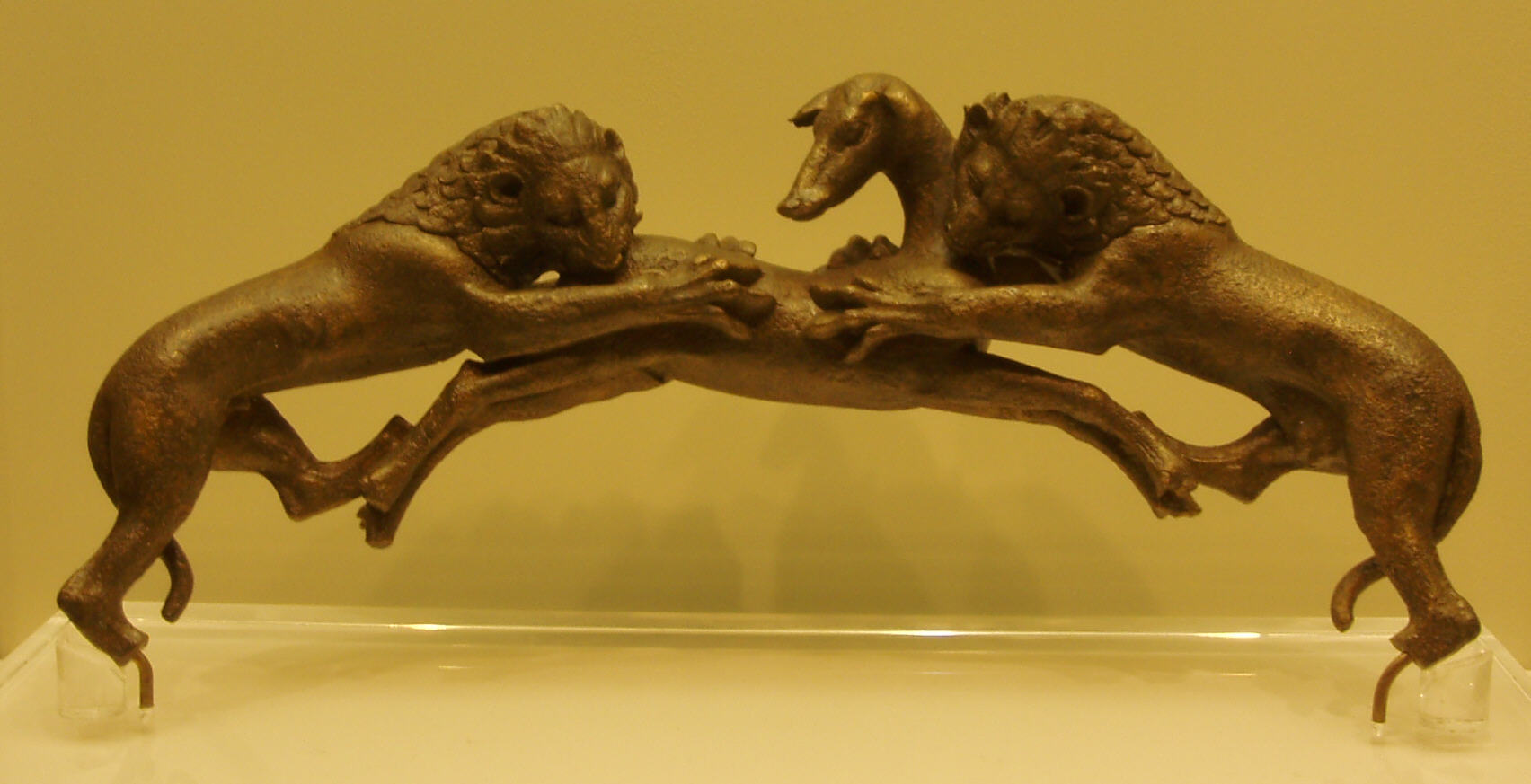
Henkel eines Gefäßes mit Darstellung einer Tierkampfgruppe